# Shikarpur (Pakistan)
Shikarpur (urdu/sindhi: شِکارپُور) – miasto w Pakistanie, w prowincji Sindh. Według danych na rok 1998 liczyło 134 883 mieszkańców.